# Hajdu Győző
Hajdu Győző (Székelykocsárd, 1929. augusztus 3. – Marosvásárhely, 2018. november 30.) erdélyi magyar író, szerkesztő. Hajdu Zoltán öccse.

## Életpályája
A marosvásárhelyi Református Kollégiumban érettségizett 1948-ban, a Bolyai Tudományegyetemen magyar nyelv és irodalom szakot végzett (1952). Már mint egyetemi hallgató Gaál Gábor mellett dolgozott az Utunk szerkesztőségében, majd az 1953-ban induló Igaz Szó főszerkesztője lett s maradt három évtizeden át, meghatározva a lap profilját, szellemi anyagát, alkalmi kampányait és emlékszámait.
Első munkája Természettudomány cím alatt kollégiumi kiadásban jelent meg (Marosvásárhely, 1952). Cikkeit, tanulmányait, jegyzeteit az Igaz Szón kívül az Utunk, a Művelődés és napilapok közölték.
Életcélja, életműve az 1967-ben megjelent Műhely c. cikkgyűjtemény bevezetője szerint a szerkesztés. A közölt írói arcképsorozat Tompa Lászlóról, Kovács Györgyről, Gagyi Lászlóról, Bajor Andorról, valamint a példaként felmutatott Bajza József, Thury Zoltán, Eminescu, Caragiale, Ady, Móricz Zsigmond, Gaál Gábor, Arghezi névsora tudatosan kifejlesztett irodalompolitikai jelzőrendszerre utal, mely a nemzeti hagyományok korszerű vállalásához s a Forrás-nemzedékek befogadásához vezetett. Összeállította és előszóval látta el Thury Zoltán válogatott novelláinak kötetét (Haladó Hagyományaink, 1954), utószót írt Móricz Zsigmond Úri muri című színdarabjának romániai kiadásához (1965), előszavával és függelékkel látta el Kovács György Erdélyi tél című regényét (I–II. Tanulók Könyvtára, Kolozsvár 1976).
Felesége, Ádám Erzsébet színművésznő számára irodalmi esteket szervezett, saját mondandóját is beleszőve a Harangtisztán (1974), a József Attilát idéző Rejtelmek ha zengenek (1976), a Kriza-emlékestre szánt Vadrózsák (1978) és a Bethlen Gábor fejedelmet Móricz Zsigmond nyomán megjelenítő A nap árnyéka (1980) című előadások műsorába. A munkásság gondjait vitte színpadra Taub János rendezésében Ne szólj közbe, hallgass végig című darabja a Temesvári Állami Magyar Színház bemutatásában (1971). A marosvásárhelyi munkásmozgalom dokumentumai és József Attila-versek alapján készült Van ilyen szerelem c. publicisztikai montázsdrámáját a Marosvásárhelyi Nemzeti Színház Magyar Tagozata mutatta be (1981). 
Az 1989 utáni másfél évtizedben főleg mint az Igaz Szó volt főszerkesztője, mint a Ceaușescu-diktatúra „udvari költője”, mint az Együtt (1991) c. folyóirat elindítója került célkeresztbe az ügynökviták s a romániai magyarság nemzetfelfogása kapcsán. Ebben az időszakban kerültek nyilvánosságra azok a dokumentumok, amelyek bizonyítják, hogy teljes mértékben kiszolgálta a kommunista rendszert, többek között rendszeresen feljelentve kollégáit. Nevét románosítva, Haidu Victorként használta. Személye, feleségével együtt, aki szintén feljelentette kollégáit a román kommunista államapparátusnál, közmegvetés tárgya volt az erdélyi magyar értelmiség köreiben.

## Művei
- Műhely. Egy szerkesztő feljegyzései; Irodalmi, Bukarest, 1967
- Együtt. Ötvenöt év szerkesztőségi asztalok mellett. Kétnyelvű antológia; Együtt-Împreună Művelődési és Baráti Társaság, Bukarest, 2004